# Nyírkarász
Nyírkarász är en ort (by) i provinsen Szabolcs-Szatmár-Bereg i östra Ungern. Orten har 2 191 invånare (2024), på en yta av 41,43 km². Den ligger cirka 32,5 kilometer nordost om Nyíregyháza.